# 키질로르다
키질로르다(카자흐어: Қызылорда, 러시아어: Кызылорда)는 카자흐스탄 남부 키질로르다 주에 있는 도시이다. 키질로르다 주의 주도이기도 하다. 인구는 약 37만명(2015). 시르다리야강 연안의 오아시스 지대에 위치한다. 19세기 전반에 요새로 건설되었고, 1853년 러시아에 속하게 되었다. 소비에트 연방이 성립된 후 이 도시는 1924년부터 1929년 사이에 잠시 러시아 소비에트 사회주의 연방공화국에 속하는 카자흐 소비에트 사회주의 자치 공화국의 수도였으며, 1925년부터 크질오르다(러시아어: Кзыл-Орда)라 부르게 되었는데, 이 명칭은 카자흐어로 '붉은 수도'라는 뜻을 러시아식으로 말한 것이다. 수도가 1929년 알마아타(지금의 알마티)로 옮겨간 후에도 계속 크질오르다라 부르게 되었다. 카자흐스탄 남부의 중요한 교통로에 있고, 키질쿰 사막을 횡단하는 도로와 철도도 있다. 부근에는 바이코누르 우주 기지가 있다.
한국의 독립운동가 홍범도가 이곳에서 생을 마쳤으며, 그가 묻힌 묘지는 최근 성역화되었다. 그의 이름을 딴 거리도 있다.

## 기후
키질로르다의 기후는 쾨펜의 기후 구분상 아한대 사막 기후(BWk)로 판정되어 있다. 여름에는 매우 뜨겁고 겨울에는 다소 추운 느낌을 가진 사막 기후이기도 하며 월간 평균 강수량 역시 20mm를 넘기지 못하고 있으며 여름에는 월 평균 강수량이 4~8mm 내외에 불과하다.
| 키질로르다의 기후                                                | 키질로르다의 기후 | 키질로르다의 기후 | 키질로르다의 기후 | 키질로르다의 기후 | 키질로르다의 기후 | 키질로르다의 기후 | 키질로르다의 기후 | 키질로르다의 기후 | 키질로르다의 기후 | 키질로르다의 기후 | 키질로르다의 기후 | 키질로르다의 기후 | 키질로르다의 기후 |
| 월                                                               | 1월               | 2월               | 3월               | 4월               | 5월               | 6월               | 7월               | 8월               | 9월               | 10월              | 11월              | 12월              | 연간              |
| ---------------------------------------------------------------- | ----------------- | ----------------- | ----------------- | ----------------- | ----------------- | ----------------- | ----------------- | ----------------- | ----------------- | ----------------- | ----------------- | ----------------- | ----------------- |
| 역대 최고 기온 °C (°F)                                           | 16.8 (62.2)       | 23.9 (75.0)       | 31.7 (89.1)       | 39.3 (102.7)      | 43.3 (109.9)      | 44.6 (112.3)      | 46.5 (115.7)      | 44.7 (112.5)      | 42.0 (107.6)      | 35.7 (96.3)       | 26.0 (78.8)       | 18.2 (64.8)       | 46.5 (115.7)      |
| 일평균 최고 기온 °C (°F)                                         | −2.5 (27.5)       | 0.8 (33.4)        | 10.4 (50.7)       | 20.9 (69.6)       | 28.2 (82.8)       | 33.6 (92.5)       | 35.1 (95.2)       | 33.4 (92.1)       | 26.6 (79.9)       | 18.1 (64.6)       | 7.1 (44.8)        | −0.5 (31.1)       | 17.6 (63.7)       |
| 일일 평균 기온 °C (°F)                                           | −6.8 (19.8)       | −4.5 (23.9)       | 4.0 (39.2)        | 14.0 (57.2)       | 21.1 (70.0)       | 26.7 (80.1)       | 28.3 (82.9)       | 26.2 (79.2)       | 19.0 (66.2)       | 10.6 (51.1)       | 1.7 (35.1)        | −4.9 (23.2)       | 11.3 (52.3)       |
| 일평균 최저 기온 °C (°F)                                         | −10.6 (12.9)      | −9.1 (15.6)       | −1.4 (29.5)       | 7.3 (45.1)        | 13.8 (56.8)       | 19.2 (66.6)       | 21.0 (69.8)       | 18.9 (66.0)       | 11.7 (53.1)       | 4.2 (39.6)        | −2.8 (27.0)       | −8.5 (16.7)       | 5.3 (41.5)        |
| 역대 최저 기온 °C (°F)                                           | −33.0 (−27.4)     | −36.1 (−33.0)     | −26.0 (−14.8)     | −12.2 (10.0)      | −0.8 (30.6)       | 7.2 (45.0)        | 7.8 (46.0)        | 6.0 (42.8)        | −1.0 (30.2)       | −12.6 (9.3)       | −25.1 (−13.2)     | −31.0 (−23.8)     | −36.1 (−33.0)     |
| 평균 강수량 mm (인치)                                            | 18 (0.7)          | 14 (0.6)          | 15 (0.6)          | 20 (0.8)          | 19 (0.7)          | 8 (0.3)           | 5 (0.2)           | 3 (0.1)           | 3 (0.1)           | 9 (0.4)           | 16 (0.6)          | 16 (0.6)          | 146 (5.7)         |
| 평균 강우일수                                                    | 4                 | 4                 | 6                 | 6                 | 6                 | 4                 | 3                 | 2                 | 2                 | 5                 | 6                 | 5                 | 53                |
| 평균 강설일수                                                    | 12                | 9                 | 4                 | 0.2               | 0.03              | 0                 | 0                 | 0                 | 0                 | 0.4               | 3                 | 9                 | 38                |
| 평균 상대 습도 (%)                                               | 78                | 74                | 65                | 49                | 41                | 35                | 34                | 34                | 40                | 52                | 70                | 77                | 54                |
| 평균 월간 일조시간                                               | 112               | 144               | 205               | 252               | 347               | 375               | 425               | 375               | 327               | 239               | 150               | 112               | 3,063             |
| 평균 일일 일조시간                                               | 3.6               | 5.1               | 6.6               | 8.4               | 11.2              | 12.5              | 13.7              | 12.1              | 10.9              | 7.7               | 5.0               | 3.6               | 8.4               |
| 출처 1: Pogoda.ru.net (평년값: 1991년~2020년, 극값: 1856년~현재) |                   |                   |                   |                   |                   |                   |                   |                   |                   |                   |                   |                   |                   |
| 출처 2: 독일 기상청 (일조시간)                                   |                   |                   |                   |                   |                   |                   |                   |                   |                   |                   |                   |                   |                   |